# Ferdinand Jan z Morzinu
Ferdinand Jan hrabě z Morzinu (německy Ferdinand Johann Graf von Morzin, 1756, Ptenín – 27. února 1805, Praha) byl český šlechtic ze starého, původně severoitalského, hraběcího rodu Morzinů. Působil jako velící důstojník císařské armády, vojenskou kariéru ukončil v hodnosti polního podmaršálka.

## Život a kariéra

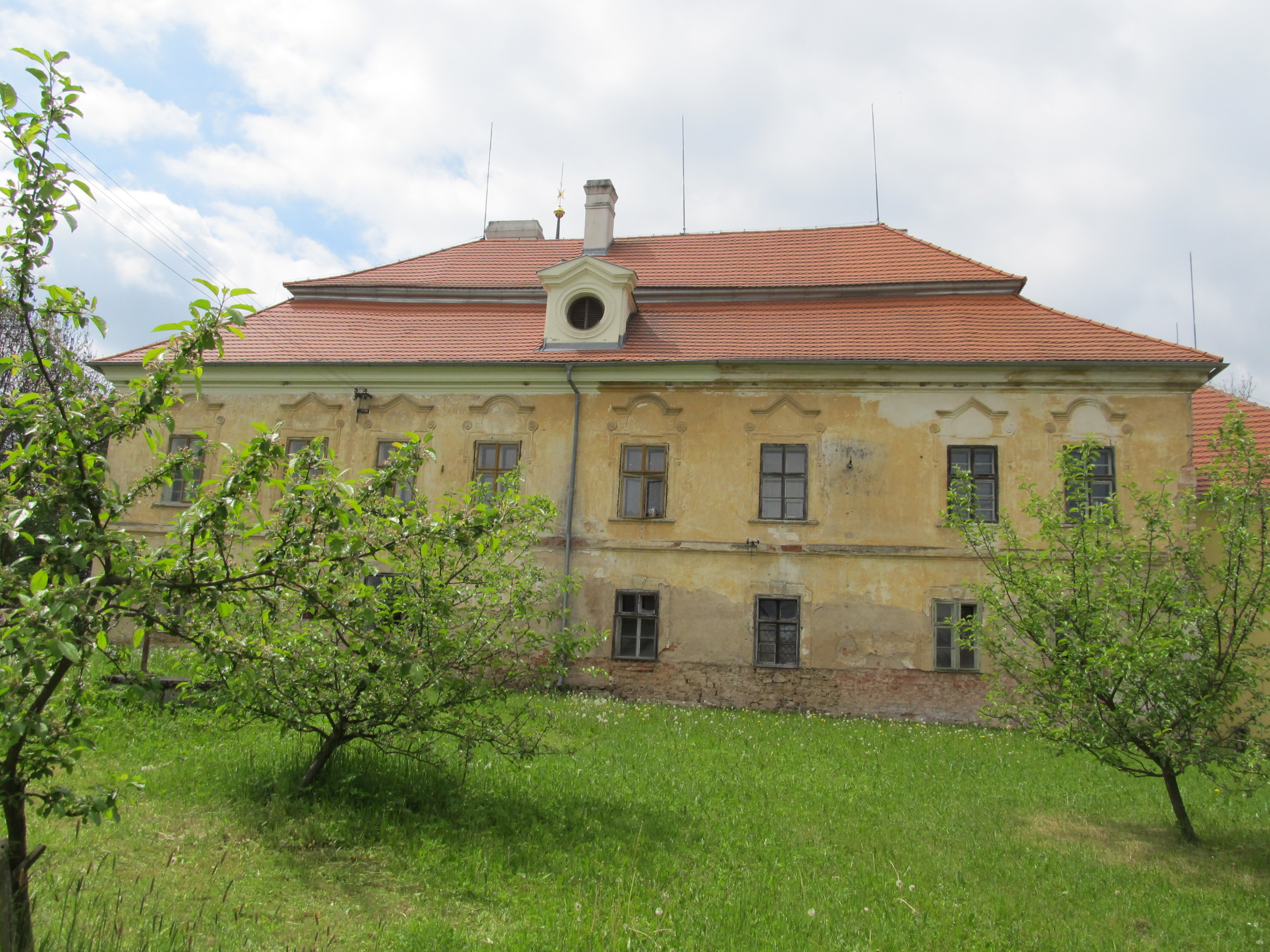
Zámek Ptenín

Hrabě Ferdinand Jan se narodil ve Pteníně v Čechách jako syn hraběte Karla Josefa Františka z Morzinu (1717–1783) z jeho manželství s Vilemínou svobodnou paní Rajskou z Dubnice. Měl bratry Rudolfa, Petra Prokopa a Vincence. Nejmladší ze sourozenců byla sestra Terezie (1774–1859), provdaná za knížete Karla Khevenhüller-Metsche.
Do armády vstoupil již ve věku 14 let a ve 20 letech se stal hejtmanem 34. dělostřeleckého pluku knížete Adama Batthyányho. V roce 1788 byl povýšen na majora. Ve válce proti Turkům, při dobytí Šabace a Bělehradu se vyznamenal svou nebývalou smělostí a statečností natolik, že byl povýšen do hodnosti podplukovníka (1789) a byl mu přidělen prapor granátníků. Tento oddíl složený z divizí pluku Jelačić, Alvinczy a De Vins vedl Morzin v roce 1790 do Nizozemska, kde následujícího roku s jedním dělostřeleckým praporem provedl trestnou výpravu v lutyšském biskupství. 23. května 1792 se opět vyznamenal v bojích u Florenne a poté opět prokázal své schopnosti v bitvách u Neerwindenu (18. března 1793), u Cateau (26. dubna) a u Erquiline (24. května). Téhož roku byl povýšen na plukovníka a v roce 1795 se ještě zúčastnil tažení v Německu. Za své zásluhy v bojích byl 11. května 1796 odměněn rytířským křížem Vojenského řádu Marie Terezie. V roce 1796 byl povýšen na generálmajora a v roce 1799 na polního podmaršálka. Po Lunevilleském míru přišel do Prahy jako divizní generál. Z čestných hodností dosáhl titulu c. k. komořího.
Ferdinand Jan hrabě z Morzinu zemřel v Praze 27. února 1805 ve věku 49 let.
V roce 1798 se oženil s hraběnkou Luisou Hrzánovou z Harasova († 1847), s níž měl dvě dcery. Mladší Amálie (* 1803) zemřela svobodná, starší Eleonora (1800–1882), dáma Řádu hvězdového kříže, byla manželkou hraběte Theobalda Kurtzrock-Wellingsbüttela (1785–1856), který byl c. k. komořím a konzulem v Lübecku.